# 아르카디아에도 나는 있다
아르카디아에도 나는 있다(Et in Arcadia ego)는 라틴어 경구로, 니콜라 푸생이 그린 두 그림의 제목으로 유명하다. 두 작품은 고대의 이상화된 목동들이 옛 무덤 주위로 모여든 모습을 묘사한 전원 그림이다. 가장 유명한 두 번째 그림(121 x 185cm)은 파리의 루브르 박물관에 있으며, "아르카디아 목동"(Les bergers d'Arcadie)이란 제목이 붙어있다.
"아르카디아에도 나는 있다"라는 경구는 보통 '죽음을 기억하라'(memento mori)는 의미로 해석되며, 인격화된 죽음이 말하는 것처럼 되어있다.